# Call of Duty 3
Call of Duty 3 este un joc video lansat de compania Activision în 2007, disponibil pentru consolele PlayStation 3, Xbox 360 și PlayStation 2.
Jocul are loc în preajma celui de-al Doilea Război Mondial. Personajul principal, un soldat, trebuie să îndeplinească anumite misiuni fără a fi ucis, în acest caz misiunea repornind.
1. 1 2  redump.org